# Ismaël Bou Derba
Ismaël Bou Derba, né à Marseille le 15 janvier 1823 et mort le 17 novembre 1878 à Alger, est un explorateur français.

## Biographie
Fils d'un notable algérien et d'une Européenne, formé à Paris au lycée Louis-le-Grand, sa double qualité de métis et musulman a favorisé sa future carrière d'interprète dans l'armée d'Algérie. 
Il prend part aux expéditions militaires sur Laghouat (1852), Ghardaïa (1853) et Touggourt (1854) et, en 1858, est chargé d'une mission dans le Soudan. Il doit alors reconnaître les régions non explorées alors par les européens de l'Erg oriental, de la hamada de Tinrhert, du Tassili des Azdjer, d'El Biodh, de Timassinin et du lac Menghough. Il parcourt ainsi 1 500 kilomètres et relève la route Ouargla-Ghat. Il ramène de cette mission de précieux matériaux ethnographiques et géographiques.

## Publication
- « Voyage à Ghat », dans Bulletin de la Société de géographie, 1859.

## Distinctions
- Chevalier de la Légion d'honneur (1859)